# بلگم
بلگم (به لاتین: Bellegem) یک منطقهٔ مسکونی در بلژیک است که در کورتریک واقع شده‌است. بلگم ۱۳٫۹۸ کیلومتر مربع مساحت و ۳٬۶۹۱ نفر جمعیت دارد.